# Charrière (Einheit)

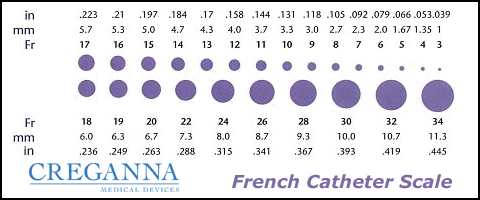
Größenskala des French-Katheter-Systems

Charrière (Ch) (auch Charr.), im englischsprachigen Raum auch French (Fr), ist in der Medizin ein Maß für den Außendurchmesser von Kanülen und Kathetern sowie Tuben und Führungsdrähten. Namensgeber für die Einheit war Joseph-Frédéric-Benoît Charrière. Manchmal wird die Einheit im Plural als Charrières angegeben.
Drei Charrière entsprechen dabei einem Millimeter, beziehungsweise 1 Ch = 1⁄3 mm. Da sich der Umfang eines Kreises nach der Formel
Umfang = π * Durchmesser
berechnet, entspricht die Charrière-Zahl eines Rohres, unter der Vereinfachung, dass π ≈ 3, grob dessen Umfang in Millimetern.  So hat beispielsweise ein Rohr mit 6 Charrière einen Außendurchmesser von 2 mm, einen groben Umfang von 6 mm und einen präziseren Umfang von 6,28 mm.
Die Größe von Kanülen wird häufig auch in Gauge angegeben, wobei, im Gegensatz zu Charrière, in dieser Maßeinheit größere Werte einem kleineren Außendurchmesser entsprechen.

## Umrechnungstabelle
| Charrièregröße | Außendurchmesser (mm) | Umfang (mm) |
| -------------- | --------------------- | ----------- |
| 3              | 1                     | 3,14        |
| 4              | 1,333                 | 4,19        |
| 5              | 1,667                 | 5,24        |
| 6              | 2                     | 6,28        |
| 7              | 2,333                 | 7,33        |
| 8              | 2,667                 | 8,38        |
| 9              | 3                     | 9,42        |
| 10             | 3,333                 | 10,47       |
| 11             | 3,667                 | 11,52       |
| 12             | 4                     | 12,57       |
| 13             | 4,333                 | 13,61       |
| 14             | 4,667                 | 14,66       |
| 15             | 5                     | 15,71       |
| 16             | 5,333                 | 16,76       |
| 17             | 5,667                 | 17,81       |
| 18             | 6                     | 18,85       |
| 19             | 6,333                 | 19,90       |
| 20             | 6,667                 | 20,94       |
| 22             | 7,333                 | 23,04       |
| 24             | 8                     | 25,13       |
| 26             | 8,667                 | 27,23       |
| 28             | 9,333                 | 29,32       |
| 30             | 10                    | 31,42       |
| 32             | 10,667                | 33,51       |
| 34             | 11,333                | 35,60       |